# Urocoma limbalis
Urocoma limbalis este un gen de molii din familia Lymantriinae.
Este cunoscută în Australia, inclusiv în Queensland și New South Wales.
Aripile sunt lungi de aproximativ 40 mm. Adulții au un corp maro închis și aripi maro. Aripile au o bandă albă de-a lungul marginilor.
Firele de păr de pe omidă și cocon pot provoca iritații ușoare până la severe ale pielii.

## Legături externe
- en Baza de date a genului Lepidoptera la Muzeul de istorie naturală